# Václav Špála
Václav Špála (1885 – 1946) è stato un pittore e illustratore ceco.

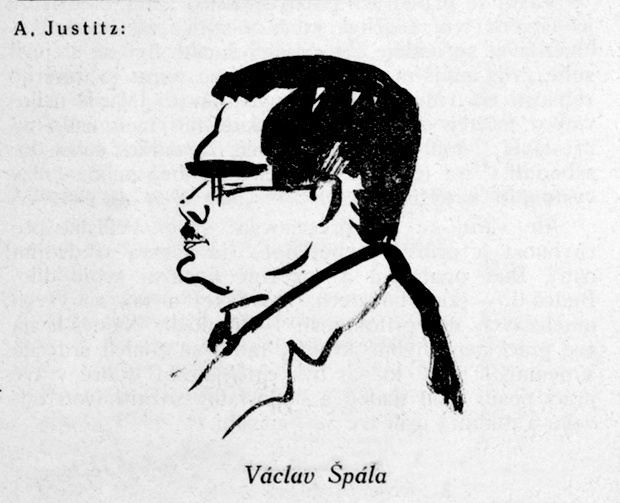
Václav Špála in un disegno di Alfréd Justitz, 1925 ca

Formatosi all'Accademia di Praga, all'inizio della sua carriera le sue opere furono influenzate dal Fauvismo, e in un secondo momento dal Cubismo. A partire dal 1923 dipinse principalmente paesaggi e nature morte.
Václav Špála può essere considerato uno dei più grandi talenti dell'arte ceca contemporanea. Il pubblico alternò sempre nei suoi confronti fasi di rifiuto a grandi apprezzamenti, ma Špála rimase sempre uno degli artisti più richiesti nel suo Paese. A testimonianza di ciò, Špála fu uno dei primi artisti a cui fu riconosciuto, nel 1946, anno della sua morte, il titolo di Artista nazionale.